# Artamus insignis
L'artamo delle Bismarck o artamo dorsobianco, anche noto come rondine boschereccia delle Bismarck o rondine boschereccia dorsobianco (Artamus insignis Sclater, 1877), è un uccello passeriforme della famiglia Artamidae.

## Etimologia
Il nome scientifico della specie, insignis, deriva dal latino ed è un riferimento alla livrea di questi uccelli: il nome comune è invece un riferimento all'areale di distribuzione.

## Descrizione

### Dimensioni
Misura 18–19 cm di lunghezza, per 49-54 g di peso.

### Aspetto
Si tratta di uccelli dall'aspetto robusto, muniti di testa appiattita, corto becco conico, lunghe ali appuntite dalla base molto larga e corta coda squadrata, nonché di zampe piuttosto corte: nel complesso, questi uccelli somigliano molto all'affine (sebbene piuttosto distante geograficamente) artamo monaco, dal quale si differenziano tuttavia per le parti nere del piumaggio più scure e quelle bianche più chiare.
Il piumaggio si presenta di colore nero su testa (gola e nuca comprese), copritrici, remiganti e coda, mentre il resto del corpo (dorso, codione, sottocoda, petto, ventre e fianchi) è di colore bianco candido.
Il becco è di colore grigio-bluastro con punta nera, gli occhi sono di colore bruno scuro e le zampe sono nerastre.

## Biologia
Si tratta di uccelli che durante la giornata si muovono prevalentemente da soli o in coppie alla ricerca di cibo, passando lunghi periodi appollaiati su posatoi in evidenza dai quali scrutano i dintorni alla ricerca di eventuali prede: sul far della sera, invece, essi si riuniscono in gruppetti di una decina di individui, ammassandosi su di un posatoio dove passare la notte.
Il richiamo di questi uccelli è un richiamo pigolante acuto ma calmo.

### Alimentazione
L'artamo delle Bismarck è un uccello insettivoro, che preda gli insetti dei quali si nutre scendendo in picchiata su di essi ed afferrandoli al volo, eventualmente portandoli su di un posatoio per trattenerli con una zampa mentre li fa a pezzi col forte becco, qualora essi siano troppo grossi per essere inghiottiti interi.

### Riproduzione
Pur mancando informazioni sulle abitudini riproduttive della specie, si ha motivo di ritenere che essa non differisca significativamente, per modalità e tempistica, da quanto osservabile nelle altre rondini boscherecce.

## Distribuzione e habitat
Come intuibile dal nome comune, l'artamo delle Bismarck è endemico dell'arcipelago di Bismarck, del quale abita la Nuova Irlanda e la Nuova Britannia: sebbene siano ottimi volatori e mostrino abitudini tendenzialmente nomadiche, questi uccelli risultano molto poco propensi ad attraversare bracci di mare anche di modesta entità, e non si sono pertanto dispersi su altre isole (sebbene esemplari isolati vengano sporadicamente avvistati a Watom).
L'habitat di questi uccelli è rappresentato dalla foresta pluviale, fino a 900 m di quota: questi uccelli prediligono le aree con presenza di radure o zone meno densamente alberate (piantagioni, strade, fiumi) dove cercare il cibo, e colonizzano senza problemi anche giardini e parchi di aree urbane.